# John Martel
John Martel ( fl. 1716–1718, primeiro nome ocasionalmente James e originalmente Jean) foi um pirata francês ativo nas Caraíbas. Apesar de estar ativo por um curto período de tempo foi muito bem-sucedido, tendo num espaço de três meses, tomado e saqueado treze navios, todos de tamanho considerável.

## Carreira de pirata

### Tripulação e capturas
Martel começou a sua carreira como um corsário durante a Guerra de Sucessão Espanhola, voltando-se para a pirataria após o Tratado de Utrecht ter encerrado a guerra. Em setembro de 1716, encontrava-se bastante ativo na Jamaica, tomando vários navios com a sua chalupa de 8 canhões e 80 homens e forçando vários marinheiros capturados a servir nos seus navios, deixando, no entanto, a maioria dos seus cativos ir.
Ao seguirem para o Porto de Cavena, em Cuba, atacaram e capturaram uma Galé de 20 canhões, chamada John and Martha comandada pelo capitão Wilson. Este navio foi preparado e artilhado ficando constituído por 22 canhões e 100 homens, prosseguindo depois em direção às ilhas Leeward. Algumas fontes afirmam que o navio em questão não seria o John and Martha, pois segundo uma notícia da edição de 5 de novembro de 1716 do jornal Boston news-letter, três homens da tripulação de Wilson haviam retornado no navio do capitão Henry Jennings, podendo assim o John and Martha ter sido alvo de um ataque pirata, mas por parte de Jennings e não Martel.
Em meados de dezembro, a Galé Greyhound de Londres, comandada pelo Capitão Evans, com rota da Guiné para a Jamaica, foi a próxima que teve a infelicidade de cair no caminho de Martel. Contudo, este navio não ficou em sua posse mais do que o tempo necessário para poderem tirar todo o Pó de Ouro, Dentes de Elefante, e os 40 escravos que transportava, continuando a sua rota posteriormente.
Por esta altura, no final de 1716, decidiram desembarcar numa baía numa pequena ilha chamada Santa Cruz, perto de Porto Rico, para reabastecerem e reequipar os navios. No início de 1717 chegaram ao lado noroeste da ilha onde aportaram, tendo um Navio de 20 canhões, um saveiro de oito, e três prémios, viz. outro navio de 20 canhões, um saveiro de quatro e um outro saveiro recentemente tomado.

### Perseguição e captura
No mês de novembro de 1716, o general Hamilton, comandante em chefe de todas as ilhas Leeward, mandou informar o capitão Francis Hume, em Barbados, comandante do navio real britânico, HMS Scarborough, de 30 canhões e 140 homens, que dois navios piratas de 12 Canhões cada, molestaram as Colónias, saqueando várias embarcações. Já em Spanish Town, à procura dos referidos navios, uma embarcação que chegava de Santa Cruz informou Hume que avistara um navio de 22 ou 24 canhões, juntamente com outros barcos mais pequenos, na zona noroeste da ilha.

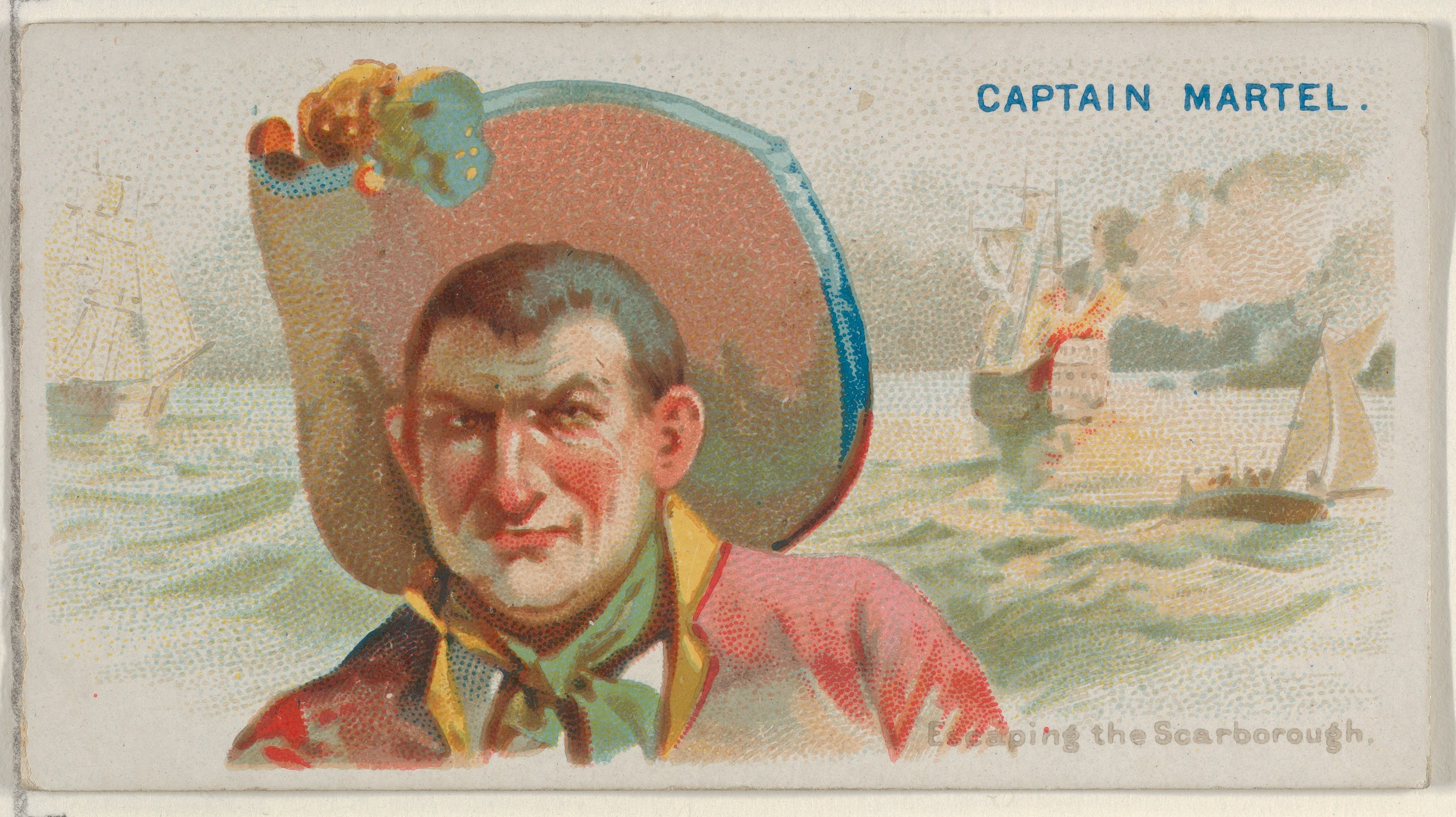
Capitão Martel, a escapar ao Scarborough, da série Pirates of the Spanish Main (N19) para Allen & Ginter Cigarettes MET DP835012

Hume encontrou a flotilha de Martel e a 18 de janeiro de 1717, depois de afundar uma das corvetas piratas e demolir as artilharias costeiras montadas por Martel, Hume ancorou no mar. Martel tentou fugir no seu navio, mas encalhou aquando da tentativa. Os tripulantes abandonaram o navio, deitando-lhe ainda fogo (alguns escravos capturados ainda a bordo acabaram por morrer queimados) e fugiram para uma chalupa capturada, alguns membros da tripulação fugiram. Muitos dos piratas foram mortos, mas alguns, com Martel, desembarcaram e esconderam-se na ilha, enquanto Hume saqueava e levava os navios restantes.
Mais tarde no mesmo mês de janeiro, Samuel Bellamy e o seu parceiro Paulsgrave Williams foram para Santa Cruz para consertar e reabastecer os navios quando foram saudados por marinheiros em terra. Estes seriam os restante tripulantes sobreviventes que logo se juntaram a Bellamy,  antes que o HMS Scarborough pudesse retornar. O Capitão Barba Negra é frequentemente citado como tendo lutado contra Scarborough, embora os registos da Marinha Real nunca mencionem tal incidente; acredita-se geralmente que os escritores posteriores confundiram o encontro próximo de Blackbeard com o HMS Seaford e a luta de Martel contra Scarborough .

### Perdão real
Hume foi recompensado pela ação contra Martel e outros com o comando do navio de guerra muito maior, o HMS Bedford. O próprio Martel desapareceu depois de escapar de Hume; algumas fontes afirmam que dois anos depois, regressou à ilha de New Providence, quando o governador Rogers chegou com a oferta de perdão do rei Jorge I a todos os piratas que se rendessem dentro de um ano, sendo que Martel foi um deles.